# Burg Zöbingen
Die Burg Zöbingen ist eine abgegangene mittelalterliche Burg im Ortsteil Zöbingen der Gemeinde Unterschneidheim im Ostalbkreis in Baden-Württemberg.

## Geschichte
In den Jahren 1239 und 1281 ist ein ritterliches Niederadelsgeschlecht von Zöbingen nachweisbar. Diese hatten eine Burg, die höchstwahrscheinlich auf den Resten eines römischen Bauwerks errichtet wurde. Die Herren von Zöbingen waren Ministeriale der Grafen von Oettingen. Ab 1304 erweiterten diese ihren Besitz. Im 14. Jahrhundert ist ein Zweig der Familie von Ellrichshausen ansässig, welche abweichend von der sonstigen Familie einen Querbalken im Wappen führte. Vermutlich gelang Zöbingen durch die Vermählung von Elisabeth von Sechtenhausen mit Walther von Ellrichshausen an diese.